# 长序重寄生
长序重寄生（学名：Phacellaria tonkinensis），为檀香科重寄生属下的一个种。种加名 tonkinensis 意为越南“东京的”。